# 高门 (奥斯曼帝国)

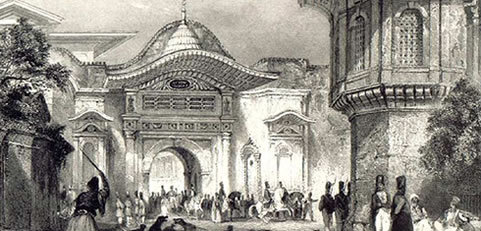
奧斯曼時期的莊嚴樸特

奧斯曼樸特（鄂圖曼土耳其語： Bāb-ı Ālī），又稱莊嚴樸特、最高樸特、高門，是指奧斯曼帝國的底萬，政府政策制定的地方。

## 語源
這一特別的詞彙可在西方國家的外交裡找到。西方國家的外交部門會在「樸特」（門戶）接待外交人員。在二次立憲時期，底萬的職能被帝國政府取締，樸特遂用作外交部的代名詞。在這時期，大維奇爾相當於總理，維奇爾則是議會議員。

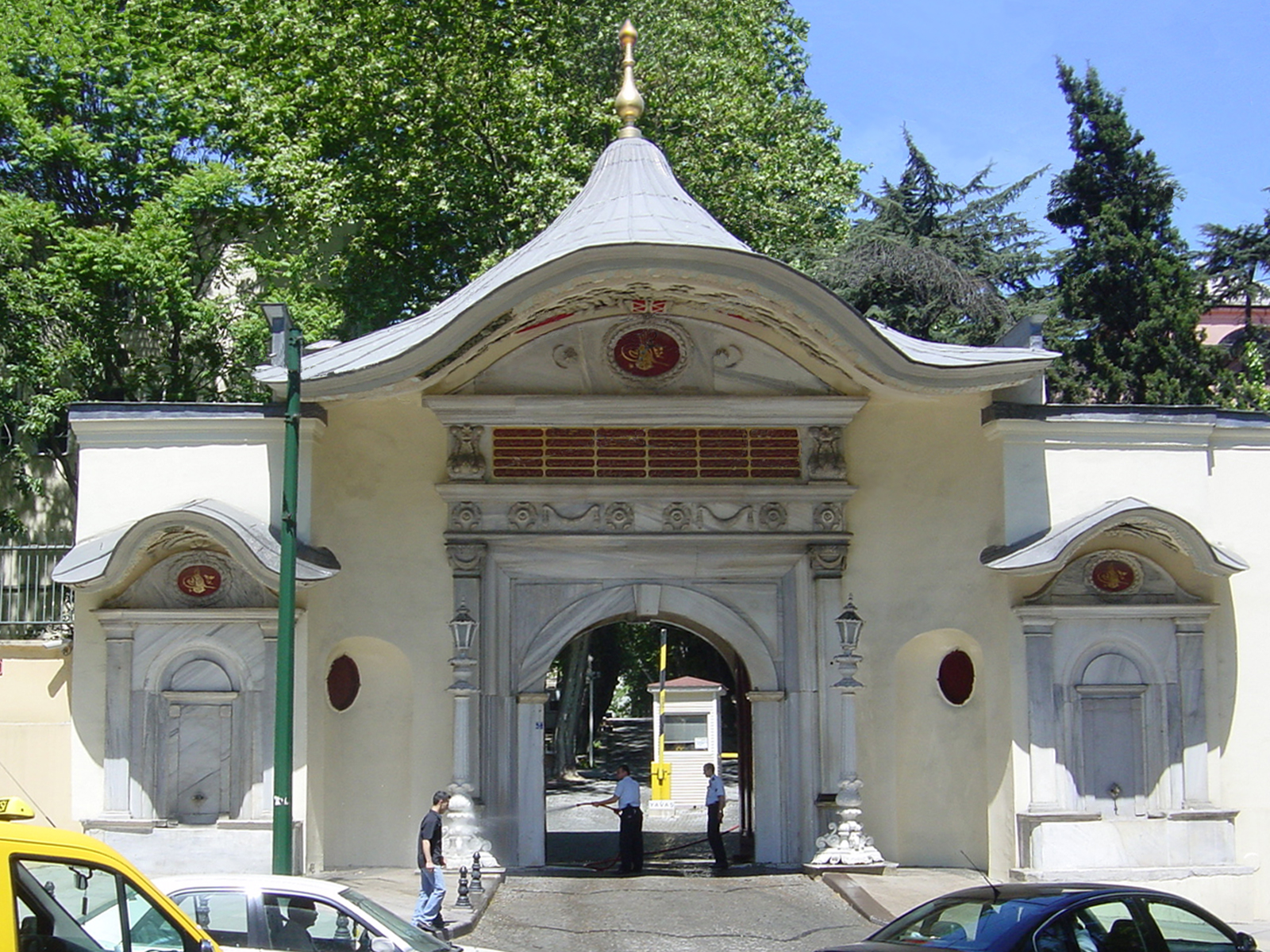
莊嚴樸特

莊嚴樸特是指蘇丹的對外宮廷，由大維奇爾領導，莊嚴樸特一詞取自伊斯坦堡托卡比皇宮大維奇爾總部的門戶，蘇丹會在那裡舉行歡迎儀式接待外使。在城門及皇宮大門集合是古老的東方傳統。
後來，莊嚴樸特可指外交部及當時伊斯坦堡省的政府部門。此外，這詞可指奧斯曼帝國是歐洲及亞洲之間的橋樑。
最高樸特則指蘇丹的內廷。